# Sean Michaels
Sean Michaels é um ator pornográfico estado-unidense, especialista em filmes adultos interraciais.
Surgiu nos anos de 1980 e seguiu na carreira até meados dos anos de 1990, contracenando com as maiores divas do pornô da época, como Anisa, Nina Hartley, Mei Lin, Ginger Lynn, Moana Pozzi entre outras. Retornou em 2000 participando de novas produções. Depois de muitos anos na indústria pornográfica gravando com mulheres , Sean gravou cenas para o público gay. Outro fato interesante na vida de Sean é que várias atrizes que gravaram filmes pornô com ele já estão falecidas como Holli Woods, Jessica Dee, Dakota Skye, Cherry Poppens, Dahlia Skye, Bella Blaze, Angel Cummings entre outras.